# 텔퍼드 레킨

텔퍼드 레킨의 위치

텔퍼드 레킨(영어: Telford and Wrekin)은 잉글랜드 슈롭셔주에 위치한 단일 자치구로 면적은 290.31km2, 인구는 166,800명(2014년 기준)이다. 1998년 4월 1일에 신설되었다. 주요 도시로는 텔퍼드, 뉴포트가 있다.